# Driuch
Driuch o Drius (en rifeño: Driwec, ⴷⵔⵉⵡⵛ; en árabe: الدريوش‎, en francés: Driouch), es una ciudad de Marruecos, capital de la provincia homónima  de la región Oriental. Hasta la última reforma territorial, perteneció a la provincia de Nador pero a partir de 2009 pasó a formar parte de la nueva provincia de Driuch. En el censo del año 2004 contaba con una población de 29 000 habitantes.

## Topónimo
El nombre de Driuch probablemente provenga del latín "Andreus" o del bereber "Adriouech", que significa el amable.

## Descripción
Esta ciudad está construida sobre la llanura de Qaret, una llanura que se extiende sobre un área de aproximadamente 400 km². Limita al norte con la comuna de Ben Taieb. Al sur se encuentra la cadena montañosa de Ain Zohra. Al este está el río Ighzar Ighan. Finalmente, hacia el oeste se extienden huertos y olivos que conducen hacia el territorio del Beni Touzine hacia la ciudad de Midar.

## Historia

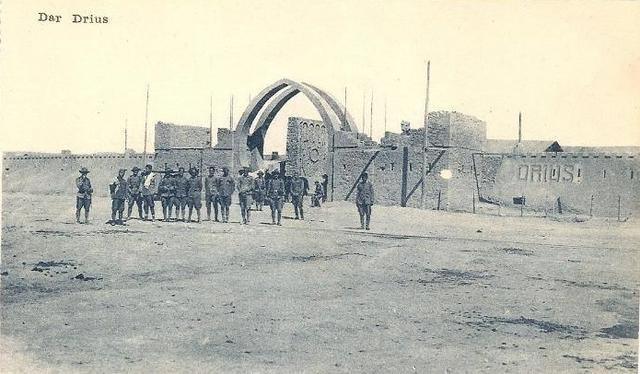
Fuerte español de Dar Drius (1920)

Es una ciudad  histórica por su importancia en La guerra del Rif, en la que estuvo bajo el mando de Abd el-Krim, que fundó la República del Rif, hasta su desaparición en 1926. Posteriormente fue una pequeña población y guarnición militar española, que construyó un campamento que incluía un poblado civil. La presencia española fue fuertemente opuesta por los habitantes de la ciudad y la región. A pesar de esto, la presencia española en Driuch todavía se puede observar hoy. El antiguo mercado español, la iglesia católica (Al kanisa), el convento español, el puente sobre el río Kert, el antiguo parque central recuerdan el pasado colonial español de la ciudad.
Tras la Independencia de Marruecos pasó a formar parte de la Provincia de Nador de la Región Oriental. La ciudad creció y  en 1975 acogió a centenares de refugiados marroquíes de origen rifeño expulsados por el gobierno de Argelia en la crisis del Sahara Occidental, la mayoría en el barrio Qishla.
En el 2009 pasó a ser la capital de la nueva provincia de Driuch.

## Infraestructura

### Bienestar social

#### Educación
Para la educación primaria la ciudad cuenta con el colegio Abdelaziz Amine y el colegio El Wafae. En cuanto a educación secundaria la ciudad cuenta con el Instituto Moulay Youssef, el Instituto Moulay Ismail y el Instituto Privado Al Kourba.

#### Deportes
La ciudad cuenta con el estadio municipal de Stade Sportif Driouch además de varios campos de futbol.

#### Sanidad
La ciudad cuenta con el Hospital Regional de Driuch.

### Transportes y comunicaciones
Red viaria
Las carreteras N2, que conecta Monte Arruit con Tánger, y la R511, que conecta Ben Taieb con Aín Zora, atraviesan la ciudad.